# 동위 원소

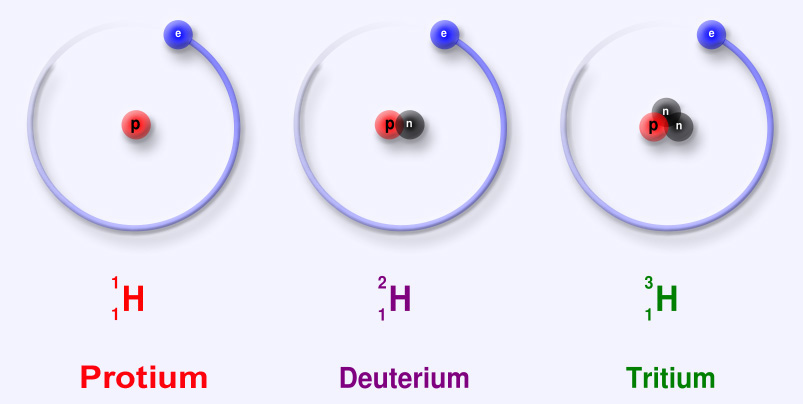

동위 원소  (同位元素, Isotope)는 원자 번호가 같지만 질량수가 다른 원소를 말한다. 어떤 원소의 동위원소는 그 원소와 같은 수의 양성자와 전자를 가지지만, 다른 수의 중성자를 가진다. 원소의 화학적 성질은 양성자와 전자의 수에 의해 결정되므로 동위 원소의 화학적 성질은 원래 원소와 같다. 하지만 중성자의 수가 달라서 질량이 다르므로 물리적 방법으로 분리할 수 있다. 즉, 동위 원소는 서로 다른 물리적 성질을, 비슷한 화학적 성질을 가진다.

## 참고
동위 원소는 양성자의 수가 같은 원소이다.
- 동중성자 원소는 중성자의 수가 같은 원소이다.
- 동중 원소는 질량수, 즉 양성자와 중성자의 수의 합이 같은 원소이다.
- 이성질핵은 양성자와 중성자의 수는 같지만 들뜬 상태에 있는 원자핵이다.
- 하나의 핵자속에 많은 에너지가 담길 수 있어 방사성붕괴를 하는 핵종이 있다. .

## 같이 보기
- 방사성 동위 원소
- 인공 방사성 동위 원소
- 동위 원소 표